# Jean-Pierre Filiu
Jean-Pierre Filiu (París, 1961)  es un profesor universitario francés, historiador y arabista, especialista en el Islam contemporáneo. Profesor de la universidad Sciences Po Paris, ejerce en la École des affaires internationales, tras haber sido profesor, en Estados Unidos, de la Universidad de Columbia y la Universidad de Georgetown.

## Biografía
Diplomado en 1981 por el Instituto de Estudios Políticos de París, en 1985 presentó su tesis de doctoral bajo el título Mai 68 à l'ORTF, publicada posteriormente con el apoyo del Institut national de l'audiovisuel de Francia. Diplomado también por el Institut National des Langues et Civilisations Orientales, fue delegado de la Federación Internacional por los Derechos Humanos en el Líbano en plena guerra civil. Redactó, en 1984, el primer informe sobre la tragedia de los civiles "desaparecidos" en el conflicto libanés y atestiguó al respecto ante el Consejo de Derechos Humanos de las Naciones Unidas. Posteriormente fue el responsable, en 1986, de un proyecto humanitario en una zona de Afganistán ocupada por los resistentes antisoviéticos.
Consejero de Asuntos Exteriores de Francia, ha ejercido en Jordania, Siria y Túnez, así como en Estados Unidos. Ha sido también miembro de las consejerías del ministro de Interior de Francia Pierre Joxe (1990-91), del mismo ministro en el Ministerio de Defensa (1991-93) y del Primer ministro Lionel Jospin (2000-2002).
Desde 2006 es profesor en Sciences Po Paris, donde imparte clases en francés, en inglés, en español y en árabe. Es también investigador asociado al Centre d'études et de recherches internationales (CERI). Ha publicado tanto en Francia como en otros países numerosos artículos sobre el Mundo islámico. Sus libros o sus análisis han sido traducidos a una docena de lenguas. Sus trabajos sobre Al-Qaïda o el milenarismo inciden sobre la ruptura entre este extremismo contemporáneo y la tradición islámica. Ve en la "Revolución árabe" dada desde invierno 2010-2011 el comienzo de una ola histórica de larga duración, un "segundo renacimiento árabe" que se inscribe como prolongación del Al-Nahda del siglo XIX.
Ha publicado por otra parte dos ensayos bibliográficos sobre músicos contemporáneos, uno sobre Jimi Hendrix, Le Gaucher magnifique y el otro sobre Camarón de la Isla, La Révolution du flamenco. Ha participado en el guion de una novela gráfica, dibujada por David B., que trata sobre las relaciones de Estados Unidos con Oriente Medio. También ha escrito el texto de una canción protesta de Zebda sobre la franja de Gaza.

## Obra
- Mitterrand et la Palestine,  2005
- Les frontières du jihad,  2006
- Mai 68 à l'ORTF,  2008
- Jimi Hendrix, le gaucher magnifique, 2008
- L'Apocalypse dans l'Islam,  2008 (premio Augustin-Thierry des Rendez-vous de l'Histoire de Blois)
- Les Neuf Vies d'Al-Qaida, 2009, reeditado como La véritable histoire d'Al-Qaïda,  2011
- Camaron, la révolution du flamenco,  2010
- Les meilleurs ennemis - Une histoire des relations entre les États-Unis et le Moyen-Orient 1. 1783/1953 con David B. ('Los mejores enemigos. Una historia de las relaciones entre Estados Unidos y Oriente Medio. Primera parte: 1783/1953'. Norma Editorial, 2012)
- La Révolution arabe : Dix leçons sur le soulèvement démocratique, 2011
- Histoire de Gaza, 2012
- Le Nouveau Moyen-Orient, 2013
- Je vous écris d'Alep, 2013
- Les Meilleurs ennemis, tome 2, con David B., 2014 ('Los mejores enemigos. Una historia de las relaciones entre Estados Unidos y Oriente Medio. Segunda parte: 1953/1984'. Norma Editorial, 2015)
- Histoire de Gaza,  2015